# Ариги, Юлиуш
Юлиуш Ариги (нем. Julius Arigi; 3 октября 1895, Течен, Богемия, Австро-Венгрия — 1 августа 1981, Зеевальхен-ам-Аттерзее или Аттерзее-ам-Аттерзее, Австрия) — австро-венгерский истребитель-ас Первой мировой войны.

## Биография
Из семьи судетских немцев. Изучал электротехнику.
В октябре 1913 года записался добровольцем в Императорские и королевские воздушные силы. Первичную военную подготовку прошёл в 1-м полку крепостной артиллерии (Вена), а лётную — Фишаменде. 23 ноября 1914 года получил своё удостоверение полевого пилота (Feldpilotendiplom) и в звании цугфюрера (сержант) был зачислен в 6-ю лётную роту (Fliegerkompanie) на Балканах, где он сначала был разведчиком и наводчиком артиллерии. Летая на «Lloyd Type LS 2» и «Lohner», участвовал в операциях против сербско-черногорских войск.
20 декабря был вынужден совершить аварийную посадку в Адриатическом море. В октябре 1915 года из-за отказа двигателя совершил вынужденную посадку на черногорской территории и попал в плен. В середине января 1916 года с 6-й попытки бежал из плена (вместе с 5-ю другими австро-венгерским военнослужащими), воспользовавшись автомобилем «Фиат» короля Николы. 23 января вернулся в расположение своей лётной роты.
22 августа штабс-фельдфебель Ариги нарушил приказ и вместе с фельдфебелем Йоханом Ласи вылетел против 6-ти италийских «Фарманов» — в то время вылет разрешался только вместе с офицером командиром самолёта. В ходе этого первого своего воздушного боя он стал асом, сбив 5 из 6-ти противников. После этого пересел на одноместный Hansa-Brandenburg D.I и к маю 1917 года имел на своём счету 12 побед. Переведён в Fliegerkompanie 41J, но не смог найти общего языка с гауптманом Брумовски и был переведён в Fliegerkompanie 55J. В составе этой эскадрилии довёл число побед до 25.
В апреле переведён в Fliegerkompanie 6, где, летая на Avatik D1, сбил ещё три самолёта. Летом 1918 года Ариги был переведён в Flik 1J, где довёл число побед до 32.

После войны стал одним из создателей гражданской авиации Чехословакии. Однако в душе оставался немцем и присоединился к национал-социалистическому движению. В 1938 году стал инструктором в люфтваффе. Обучал таких двух асов как Вальтер Новотны (258 побед) и Ханс-Йоахим Марсель (158 побед). Умер во сне в 1981 году
.